# Anseba
Anseba er en region i det vestlige Eritrea. Hovedstaden er Keren. Regionen er inddelt i elleve administrative subregioner eller distrikter.

## Om regionen
Anseba er region i det vestlige Eritrea, den grænser op til Gash-Barka i syd, det Nordlige Rødehav i nord, Maekel i øst og Sudan i vest. Regionen dækker 22.834 kvadratkilometer og omfatter en del historiske steder og gravpladser, dyreliv og andre turistattraktion. Landskabet er præget af bjerge og dale.

## Demografi
Regionen har en befolkning på ca. 900.000 mennesker. Majoritet i regionen tilhører enten tigrinja-, tigre- eller bilenfolket.